# Mike Lapper
Michael Steven Lapper (Redondo Beach, 28 de agosto de 1970) é um ex-futebolista [Estados Unidos|estadunidense]] que atuava como zagueiro.

## Carreira em clubes
Da mesma forma que a maioria dos jogadores de futebol dos Estados Unidos, Lapper iniciou a carreira no futebol universitário, atuando por North Huntington Beach Untouchables e UCLA Bruins entre 1988 e 1991. Venceu a primeira divisão do Campeonato Nacional da National Collegiate Athletic Association em 1990. Ainda na época em que estudava, defendeu o Los Angeles Heat entre 1988 e 1989.
Sua estreia profissional foi apenas em 1994, quando assinou com o Wolfsburg, que disputava a 2. Bundesliga na época, e fazendo um gol no primeiro jogo pelos Lobos. Titular sob o comando de Eckhard Krautzun, perdeu espaço com a demissão do treinador, substituído por Gerd Roggensack. Com a saída de Lapper do time, o Wolfsburg caiu na classificação, quando chegou a liderar por várias rodadas, e terminou em quarto lugar e não conseguiu o acesso à primeira divisão alemão. Fora dos planos de Roggensack, o zagueiro pediu para ser listado para transferência, sendo contratado pelo Southend United, onde jogou por 2 temporadas.
Em 1997 foi para o Columbus Crew, onde se destacou em nível de clubes: dos 110 jogos que disputou, Lapper foi titular em 99 deles. O zagueiro encerrou a carreira em novembro de 2002.

## Seleção
Lapper estreou pela seleção dos Estados Unidos em abril de 1991, num amistoso contra a Coreia do Sul. No mesmo ano, conquistou a medalha de ouro nos Jogos Pan-Americanos, atuando como titular. Em 1992, participou dos Jogos Olímpicos de Barcelona e da Copa Rei Fahd.
Foi convocado para a Copa de 1994, mas o técnico Bora Milutinović optou por Alexi Lalas para formar a zaga com Marcelo Balboa. Lapper não saiu do banco de reservas em nenhum dos jogos da campanha dos Estados Unidos, que caíram nas oitavas-de-final contra o Brasil. Após disputar a Copa América em 1995, despediu-se da seleção em um jogo contra a Suécia, que foi o 44º do zagueiro pela equipe, tendo marcado um gol.

## Pós-aposentadoria
Após deixar os gramados, Lapper seguiu no Columbus Crew como diretor de finanças. Em 2005 tornou-se auxiliar-técnico da equipe, função que exerceria ainda no West Virginia Mountaineers e no New England Revolution, onde chegou a ser técnico interino em 2019.

## Títulos
Columbus Crew
- Lamar Hunt U.S. Open Cup: 2002

Estados Unidos
- Jogos Pan-Americanos: 1991

## Links
- Michael Lapper Estatísticas da carreira no Soccerbase